# Mahmood
Alessandro Mahmoud (pronunciación en italiano: /alesˈsandro ma(h)ˈmud/; 12 de septiembre de 1992), conocido profesionalmente como Mahmood, es un cantautor italiano de origen egipcio-sardo. Llegó a la fama por primera vez después de competir en la sexta temporada de la versión italiana de The X Factor. En 2019, ganó el Sanremo Music Festival con la canción «Soldi», y pasó a representar a Italia en el Festival de la Canción de Eurovisión 2019, llegando al segundo lugar. Su álbum debut, Gioventù bruciata, fue lanzado en febrero de 2019 y debutó en el número uno en la lista de álbumes italianos. Posteriormente, en 2022 ganó nuevamente el Festival de Sanremo con la canción «Brividi», junto al cantante Blanco, y pasó a representar a Italia en el Festival de la Canción de Eurovisión de 2022, quedando esta vez en sexto lugar.

## Primeros años
Nació en Milán de madre italiana de Cerdeña y padre egipcio, se crio alrededor de Gratosoglio. Cuando tenía cinco años, sus padres se divorciaron y posteriormente fue criado por su madre.

## Carrera

### 2012–2018:X Factory comienzos
En 2012, Mahmood audicionó para la sexta temporada de la versión italiana de The X Factor. Se convirtió en parte de la categoría de muchachos siendo su mentora, Simona Ventura. Originalmente fue eliminado en Judges Houses, luego regresó como comodín, antes de ser eliminado en el tercer episodio. Después de esta experiencia, trabajó en un bar y asistió a una escuela de música, estudiando piano, solfeo y teoría musical, donde también comenzó a escribir canciones. En 2013, lanzó su primer sencillo «Fallin' Rain».
En 2016, Mahmood participó en la Sección de Recién Llegados del Festival de la Canción de San Remo con la canción «Dimentica». En 2017, lanzó el sencillo «Pesos», con el que participa en la quinta edición del Wind Summer Festival, ganando el tercer episodio de la sección Juvenil. En 2017, también apareció en el sencillo Fabri Fibra, «Luna». En septiembre de 2018, lanzó su primer extended play debut, Gioventù bruciata. En noviembre de 2018, Marco Mengoni lanzó su quinto álbum, Atlantico, que cuenta con tres pistas coescritas por Mahmood, incluido el sencillo «Hola (I Say)».

### 2019–presente:Gioventù bruciata, Sanremo y Eurovision

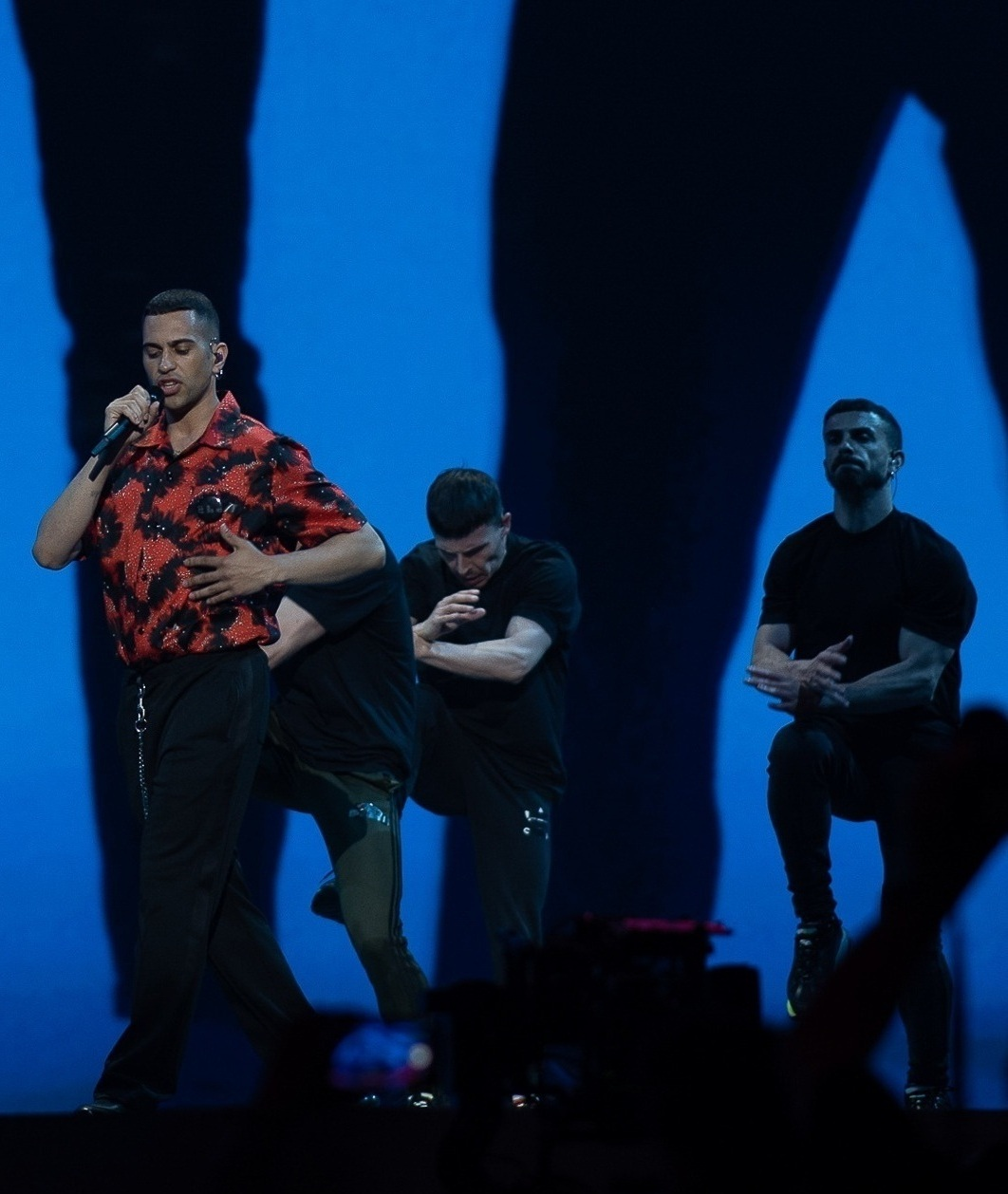
Mahmood durante un ensayo de Eurovisión en mayo de 2019.

En diciembre de 2018, Mahmood fue uno de los 24 actos seleccionados para competir en Sanremo Giovani, un concurso televisado destinado a seleccionar a dos recién llegados como participantes del Sanremo Music Festival. Mahmood se ubicó en primer lugar en el segundo episodio del programa, con su entrada «Gioventù bruciata», que también recibió el Premio de la Crítica entre los actos que se presentaron en la segunda final. «Soldi» se anunció más tarde como su entrada para el Sanremo Music Festival 2019.
Mahmood interpretó la canción por primera vez durante el primer show en vivo del 69.º Festival de la Canción de San Remo, que se celebró el 5 de febrero de 2019. Dario «Dardust» Faini, coautor de la canción, dirigió la Orquesta de Sanremo durante su actuación. Durante el tercer show en vivo, «Soldi» fue la primera actuación de la noche. El 8 de febrero de 2019, Mahmood interpretó la canción en una nueva versión, con el rapero Gué Pequeno. Durante la primera ronda de la final, «Soldi» se ubicó en el séptimo lugar en el voto de los televidentes, pero fue el más votado por el jurado de expertos y el segundo más votado por el jurado de prensa. Como resultado, Mahmood ganó un lugar en los tres primeros actos de la competencia y después de una actuación adicional, la canción fue declarada ganadora del 69.º Sanremo Music Festival. Mahmood también recibió el premio «Enzo Jannacci» por Mejor Actuación.
El 22 de febrero de 2019, Mahmood lanzó su álbum de estudio debut, Gioventù bruciata, que encabezó la lista de álbumes italianos. En abril de 2019, Mahmood apareció en el sencillo «Calipso» de Charlie Charles y Dardust, que ha encabezado la lista de singles italianos. En mayo de 2019, representó a Italia en el Festival de la Canción de Eurovisión 2019 en Tel Aviv, Israel con la canción «Soldi». Quedó segundo en la final realizada el 18 de mayo de ese año.
El 16 de enero de 2020 se lanza el nuevo sencillo Rapide, el primero del segundo álbum de estudio de la cantante. En el mismo período, se confirma la participación de Mahmood como autor de la canción de Elodie Andromeda, presentada en el Festival Sanremo 2020. El 15 de mayo Mahmood presenta, a través de su canal de YouTube, Moonlight popolare en colaboración con Massimo Pericolo. Le sigue el sencillo Dorado, lanzado el 10 de julio con la participación del rapero Sfera Ebbasta y el colombiano Feid.
En febrero de 2022 participa por segunda vez en el Festival de Sanremo, esta vez a dúo con Blanco, con quien interpreta la canción de amor Brividi. La pieza triunfa en el concurso, pudiendo así acceder a la fase final del Festival de la Canción de Eurovisión 2022 por derecho. La crítica ha observado cómo por primera vez en la historia del Festival un espectáculo ha puesto al mismo nivel el amor homosexual y el amor heterosexual. 

## Vida privada
En lo que respecta a sus creencias religiosas, Mahmood ha declarado que es cristiano católico.
Mahmood no habla árabe, pese a su origen paterno, pero habla sardo de manera fluida debido a su origen materno (de la localidad sarda de Orosei) y está muy ligado a la cultura y folclore de Cerdeña. Considera a la isla como su segundo hogar y una fuente de inspiración para escribir canciones.
Tras su participación en el Orgullo 2016 y las preguntas sobre su posible homosexualidad, declaró que no quería especificar su orientación sexual, ya que, en su opinión, ese tipo de preguntas serían "descorteses" y crearían "una distinción", sosteniendo que se debería tratar la homosexualidad tal como la heterosexualidad y que su generación, de hecho, "no nota diferencias si tienes la piel de un determinado color o si amas a alguien de un sexo u otro". Afirmó que está a favor y apoya el proyecto de ley Zan (proyecto de ley contra la homo-bi-transfobia) y que fue víctima de acoso homofóbico cuando era niño.
La prensa ha especulado que tuvo una relación sentimental con el modista toscano Lorenzo Marcucci hacia 2019.

## Discografía

### Álbum
- 2019 – Gioventù bruciata
- 2021 - Ghettolimpo
- 2024 - NEI LETTI DEGLI ALTRI

### EP
- 2018 – Gioventù bruciata

### Sencillos
- 2016 – «Dimentica»
- 2017 – «Pesos»
- 2018 – «Uramaki»
- 2018 – «Milano Good Vibes»
- 2018 – «Gioventù bruciata»
- 2019 – «Soldi»
- 2019 – «Barrio»
- 2020 – «Rapide»
- 2020 – «Moonlight popolare» con Massimo Pericolo
- 2021 – «Inuyasha»
- 2021 – «Dorado» con Sfera Ebbasta y Feid
- 2021 – «Zero»
- 2021 – «Klan» con Dardust
- 2021 – «Rubini» con Elisa
- 2022 – «Brividi» con Blanco
- 2023 - «Cocktail D'amore»
- 2024 - «Tuta gold»
- 2024 - ≪RA TA TA ≫

### Colaboraciones
- 2017 – Luna con Fabri Fibra
- 2017 – Presi male con Michele Bravi
- 2018 – Doppio whisky con Gué Pequeno
- 2019 - Fa paura perché è vero con M¥SS KETA
- 2019 – Soldi con Maikel Delacalle
- 2019 – Karate con GemitaizMadMan
- 2019 -  Non sono marra  con Marracash
- 2019 -  Calypso  con Charlie Charles, Dardust, Sfera Ebbasta
- 2019 - 8rosk1 con tha Supreme
- 2021 - Natural Blues con Zucchero
- 2022 - "Brividi" con BLANCO
- 2023 - Lontano da gui con  Gué Pequeno
- 2023 - PROIBITO con Drillionaire, Taxi B y Fabri Fibra
- 2023 - Televisione con  TROPICO

## Premios y reconocimientos
- Italian Music Festival 15
  - Vencedor con la canción Uramaki[26]

- Sanremo Giovani 2018
  - Vencedor en la segunda noche con Gioventù bruciata
  - Premio de la critica "Mia Martini"

- Festival de la Canción de San Remo 2019
  - Vencedor del 69.º Festival di Sanremo, con la canción Soldi[27]
  - Premio Enzo Jannacci a la mejor interpretación, con la canción Soldi[28]
  - Premio Baglioni d'oro a la mejor canción (Dopofestival) con Soldi